# Římskokatolická farnost Panny Marie Strážnice
Římskokatolická farnost Panny Marie Strážnice je územní společenství římských katolíků s farním kostelem Nanebevzetí Panny Marie v děkanátu Veselí nad Moravou. 

## Historie farnosti
Kostel byl postaven na místě dřívější bratrské školy a sboru v roce 1747. Čeští bratři byli ze Strážnice vyhnáni a hrabě František Magnis (pocházel ze švédského šlechtického rodu) místo nich povolal v roce 1633 italské piaristy. Ti postavili kostel a roku 1765 kolej se školou a gymnáziem. 

## Duchovní správci
Administrátorem excurrendo je od ledna 2009 je ThLic. Lukasz Karpiński.

## Bohoslužby
| Kostel                  | Místo     | Bohoslužba (den)                         | Hodina                              | Poznámka     |
| ----------------------- | --------- | ---------------------------------------- | ----------------------------------- | ------------ |
| Nanebevzetí Panny Marie | Strážnice | neděle úterý středa čtvrtek pátek sobota | 7.30, 10.30, 18.30 7.30 18.30 18.30 | farní kostel |

## Aktivity ve farnosti
Ve farnosti se pravidelně koná tříkrálová sbírka, farnost se také každoročně zapojuje do akce Noc kostelů.